# Heliographie der Schutztruppe in Deutsch-Südwestafrika

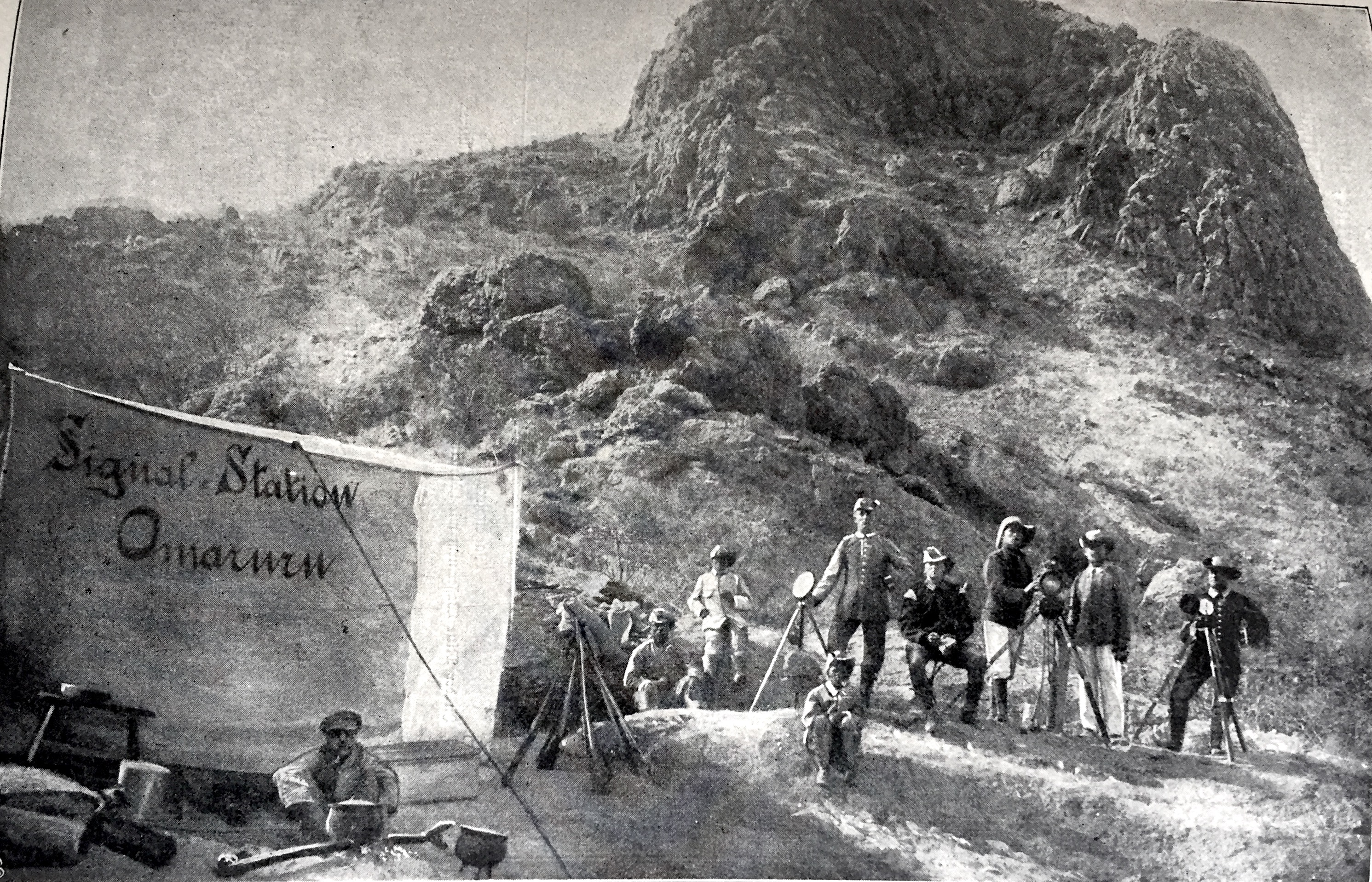
Signal-Station Omaruru (1904) im damaligen Deutsch-Südwestafrika

Die Heliographie der Schutztruppe in Deutsch-Südwestafrika ermöglichte sowohl dem Militär als auch zivilen Unternehmen und Personen, Telegramme in der Kolonie Deutsch-Südwestafrika (heute Namibia) über große Distanzen mit bis dahin unbekannter Geschwindigkeit zu übermitteln.

## Technik

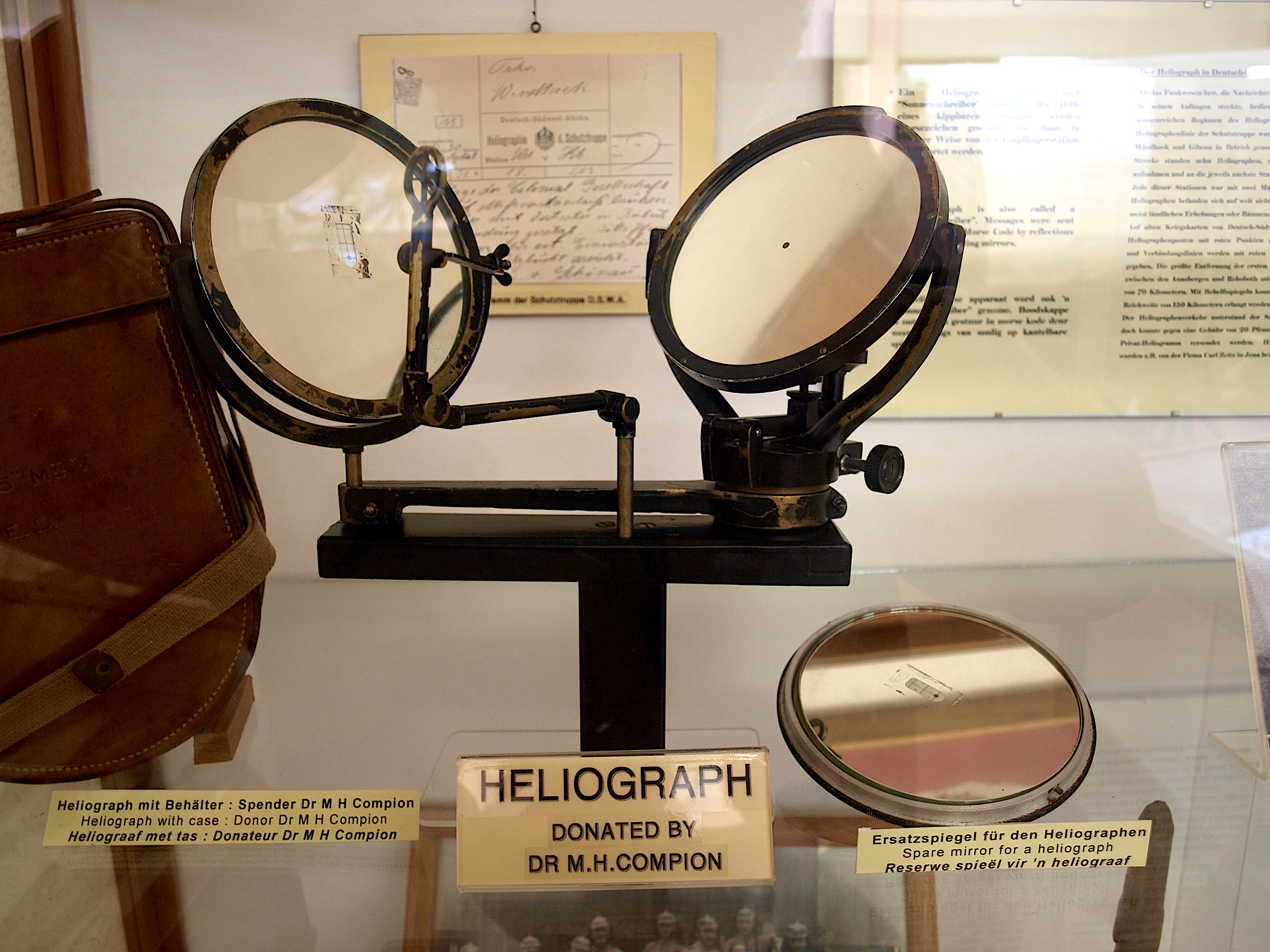
Heliograph im Museum Swakopmund

Heliographen (neugriechisch ήλιος Sonne), auch Heliotelegraphen genannt, sind Apparate, mit denen sich Sonnenlicht in Richtung einer oft mehrere Dutzend Kilometer entfernten Partnerstation spiegeln lässt. Der Apparat besteht aus zwei zirka 20 Zentimeter großen Spiegeln, die von einem Stativ getragen werden. Mit dem ersten Spiegel wird das Sonnenlicht auf den zweiten Spiegel gerichtet. Der zweite Spiegel kann mit einer Taste zwischen zwei Positionen hin und her gekippt werden. Mit einer Feder wird der Spiegel in der Ruheposition gehalten. Der zweite Spiegel wird mit einer Zielvorrichtung so justiert, dass das Sonnenlicht bei gedrückter Taste, also wenn der Spiegel in die zweite Position schwenkt, in Richtung der Partnerstation reflektiert wird. Die Übermittlungssoldaten der Partnerstation sehen dann ein Aufleuchten des entfernten Heliographen. Auf diese Weise wurden Telegramme mit dem Morsecode übermittelt. Die Übermittlungssoldaten der empfangenden Station schrieben das Telegramm, das man auch Heliogramm nennt, nieder und richteten ihren eigenen Heliographen in Richtung der nächsten Station aus. Die Heliographen für die Schutztruppe in Deutsch-Südwestafrika wurden von Carl Zeiss aus Jena geliefert.
Zur Übermittlung von Telegrammen in der Nacht benutzten die Truppen Signalapparate mit Flammen von Gas aus einer Druckflasche. Das Gasgemisch bestand aus Acetylen und Sauerstoff. Das Licht der Flamme wurde mit einer Linse in Richtung der Partnerstation gelenkt.
Die Heliographie wird auch als Pioniertelegraphie bezeichnet, da sie Vorläufer der späteren Kabeltelegraphie war. Die Heliographie eignete sich in Deutsch-Südwestafrika deshalb so gut, weil das Verlegen von Telegraphenkabel durch das gebirgige und unwirtliche Land sehr aufwendig war. Zudem bestand bei der Kabeltelegraphie die Gefahr, dass die Kabel durch Tiere, die rauen klimatischen Bedingungen oder durch den Gegner durchtrennt werden konnten. Die Zahl der Sonnentage ist in dem Gebiet sehr hoch, was den Einsatz von Heliographen weiter rechtfertigte.

## Einsatz

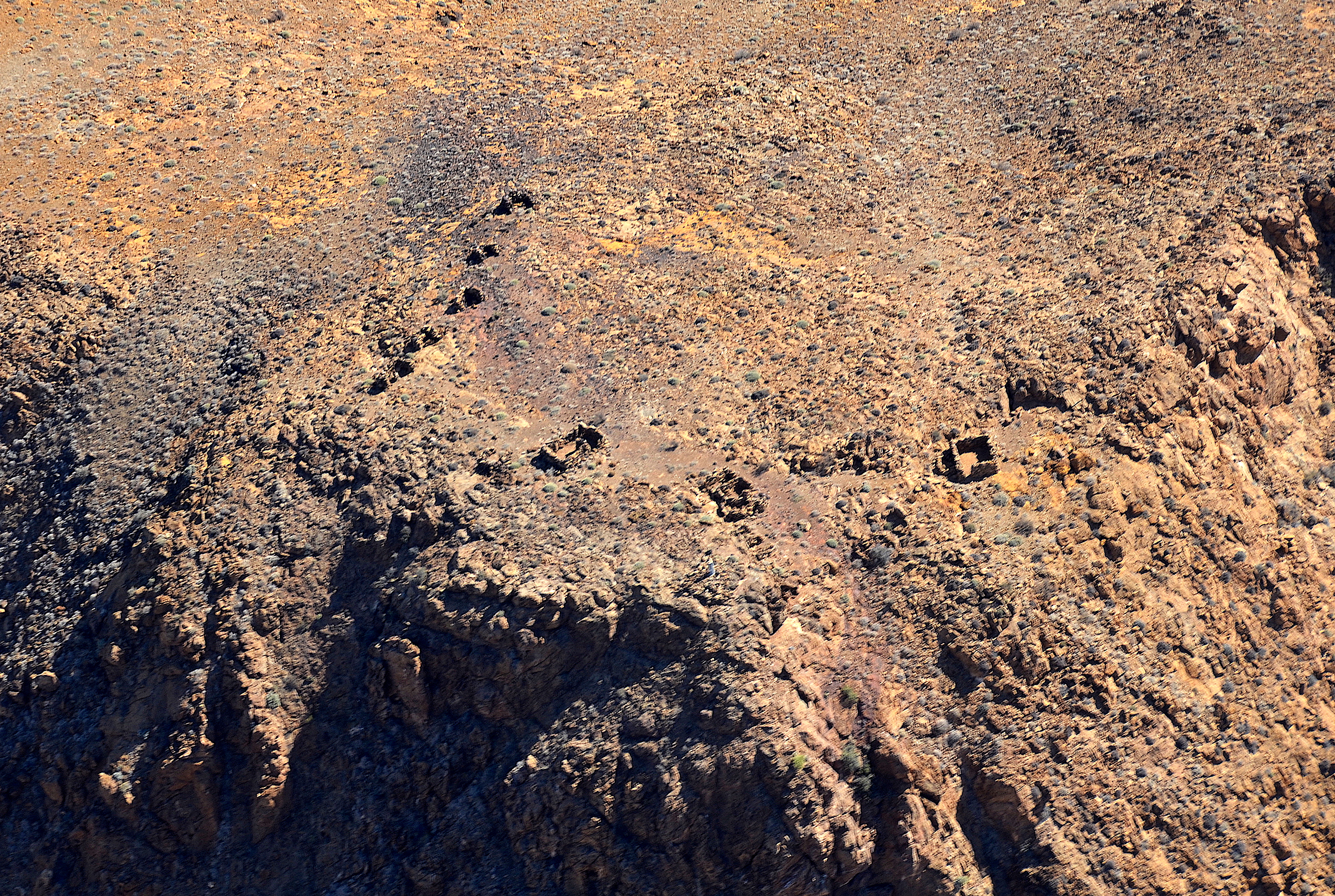
Ruinen der Heliographen-Truppe aus der Schutztruppen-Zeit auf dem Dicken Wilhelm (Vogelperspektive 2017)

Nicht nur Übermittlungstruppen, sondern auch mobile Einheiten, wie zum Beispiel Feldvermessungstruppen, erhielten Heliographen, um auf große Distanz kommunizieren zu können. Die Signalabteilung in Deutsch-Südwestafrika bestand aus 9 Offizieren und über 200 Signalisten. Diese bedienten 36 Heliographen und 71 Signalapparate. Die Apparate wurden mit dem Pferd oder Maultier transportiert. Aufwendig war die Beförderung der Betriebsstoffe, da sich der Sauerstoff in schweren Druckflaschen befand. In der Nacht konnten Telegramme mit den Lampen auf Distanzen von 80 oder 100 Kilometern übermittelt werden. Die Heliographen waren tagsüber bis auf eine Distanz von 50 Kilometern gut wahrnehmbar.
Jeder Übermittlungsstation waren zwei bis sechs Männer zugeteilt. Diese mussten lange Zeit und autark ihre Arbeit verrichten. Nachtwachen hielten Ausschau und weckten die Signalisten, sobald die Gegenstation aufleuchtete. Oft übermittelte man 30 Telegramme in 24 Stunden. Das Leben der Signalisten war mit vielen Entbehrungen verbunden. Einerseits mussten sie jederzeit mit Angriffen rechnen und andererseits drohten sie aufgrund des anstrengenden Alltags und der schlechten Ernährung krank zu werden. Viele Stationsbesatzungen wurden überfallen.

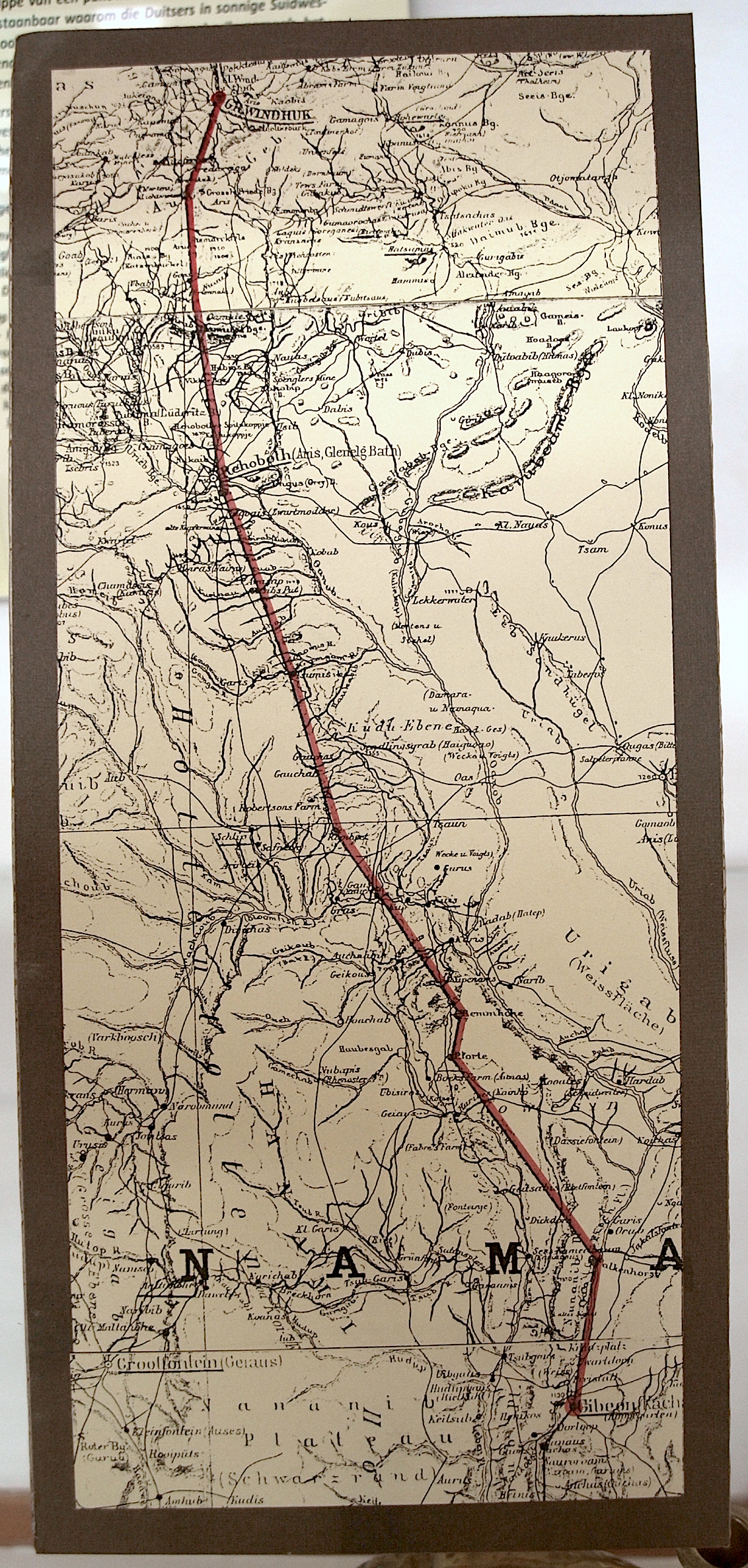
Heliotelegraphiestrecke Windhoek–Gibeon

Die ersten Heliographenstrecken wurden 1901, also erst 17 Jahre nach der Gründung der Kolonie, aufgebaut. Um die Landeshauptstadt Windhoek mit den entfernteren Regionen des Schutzgebietes zu verbinden, entstand zunächst eine Linie in Richtung Norden und eine Linie nach dem Süden. Zuerst verband eine Heliographenstrecke Windhoek mit Okahandja. Die Heliographenstation in Windhoek befand sich damals in der Feste, dem Hauptquartier der Schutztruppe. Im selben Jahr, am 9. Dezember 1901, wurde auch die Verbindung nach Keetmanshoop in den Süden eröffnet. Auf der rund 500 km langen Heliographen-Strecke Windhoek–Keetmanshoop lagen elf Zwischenstationen. In der Minute konnten nur zwei Wörter weitergegeben werden. Um dreißig Worte von Gibeon nach Windhoek (300 km) zu schicken, brauchte man fünf bis sechs Stunden. Auf einer alten, im Museum Swakopmund ausgestellten Karte ist die Heliotelegraphenstrecke Windhoek–Gibeon aufgezeichnet. Die Strecke verlief von der Feste in Windhoek auf die Auasberge, von da nach Rehoboth, Tsumis und über zwei weitere Posten nach Remmhöhe, Pforte, Falkenhorst und Gibeon.
1902 entstand die Linie Karibib – Omaruru – Okowakuatjivi – Etaneno – Outjo. Auch nach Osten wurde eine Signalverbindung von Windhoek bis Gobabis aufgebaut.
Insbesondere die Linie in den Süden hatte während des Krieges gegen die Nama eine besondere strategische Bedeutung. Durch sie konnten in kurzer Zeit Nachrichten vom aktuellen Kriegsgeschehen direkt an die Administration nach Windhoek übermittelt werden, wo weitere Maßnahmen beschlossen wurden.

„Es führte eine große Signallinie nach Keetmanshoop, auf der uns die Nachrichten aus dem Süden zugeblitzt wurden. Tag und Nacht liefen ununterbrochen Depeschen beim Hauptquartier ein. Die Anzahl der notwendigen Antworttelegramme betrug bis zu hundert in 24 Stunden.“

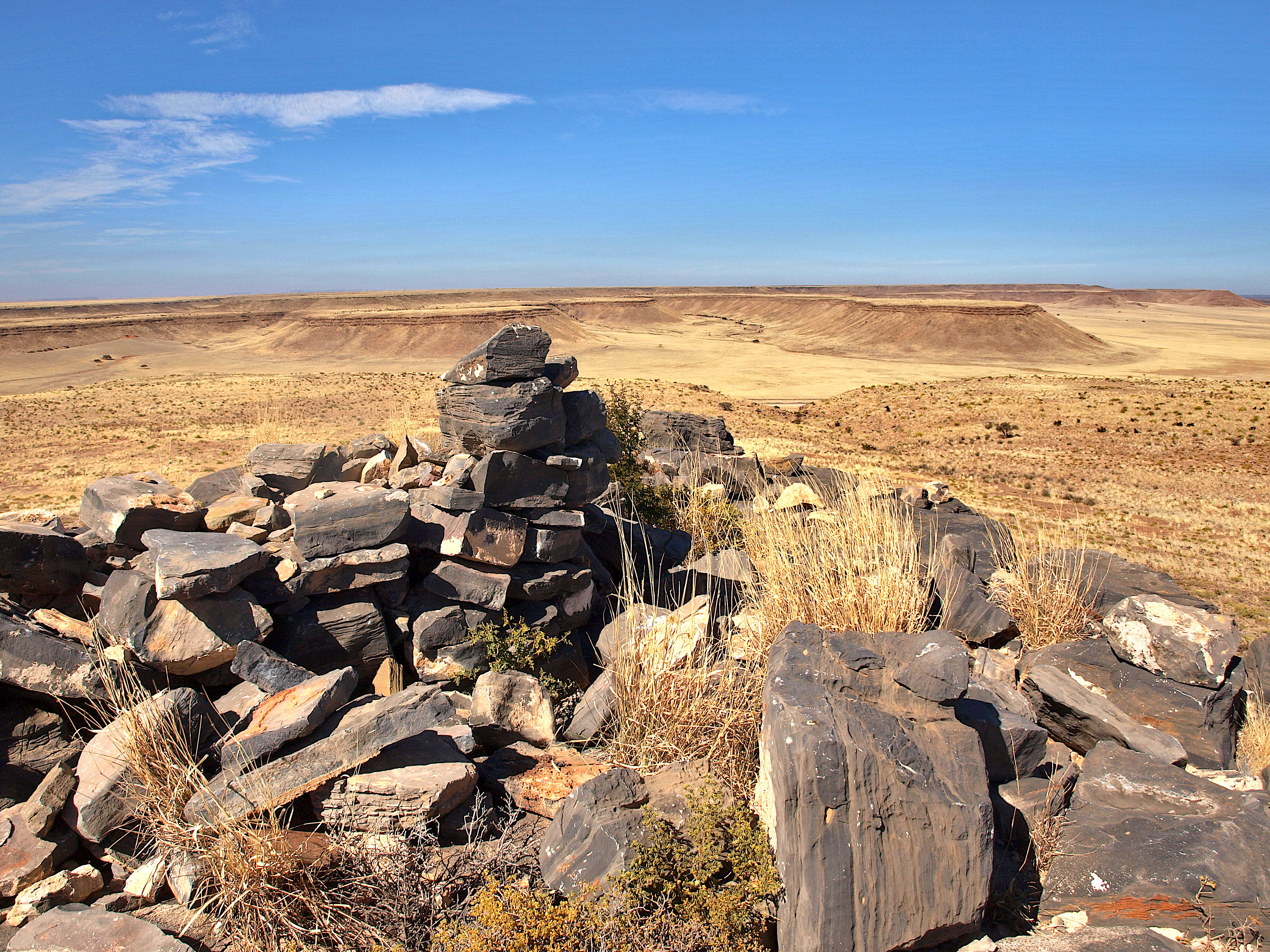
Verlassener Heliographen Standort auf Farm Jakkalskop

Hier wird deutlich, welche Bedeutung dieses Nachrichtenmittel für die Kriegführung der Deutschen hatte, die mit dieser damals neuartigen Medientechnologie ihre Kriegshandlungen besser und unkompliziert koordinieren konnten. Die Heliographenverbindungen wurden insbesondere dort eingerichtet und auch beibehalten, wo die Verlegung eines Telegraphenkabels nur schwer möglich war oder sich nicht lohnte. Später wurden die Linien zur Übermittlung von zivilen Telegrammen freigegeben. Nach Kriegsende blieben die Heliographenstrecken vorwiegend für den zivilen Verkehr in Betrieb.
Unter vielen anderen Orten wurden Heliographen auch am Spiegelberg, der so heißt, weil auf dem Berg gespiegelt wurde, auf dem Dicken Wilhelm, auf dem Waterberg, auf dem Klein-Nauas-Schutztruppenturm und unter anderen auf Farm Jakkalskop und auf Farm Sandverhaar eingesetzt. Auf den letztgenannten Farmen sind noch Überreste der Mauern, die sich die Signalsoldaten zum Schutz gegen die Witterung aufstellten, als Ruinen erhalten. Heliographen befanden sich auch bei Fort Namutoni und Halali im heutigen Etosha-Nationalpark.